# 阿拉伯—拜占庭战争
阿拉伯—拜占庭战争是公元7世纪到11世纪发生在阿拉伯帝国与拜占庭帝國之间的一系列战争。战争从穆斯林阿拉伯人的扩张开始，经过四大哈里发、倭马亚王朝等时期，到11世纪中期结束。
公元7世纪三十年代阿拉伯人从阿拉伯半岛（今沙特阿拉伯）开始的急速扩张使得拜占庭帝國很快损失了南部的一些省份（埃及、叙利亚）。在之后的五十年里，倭马亚哈里发多次袭击小亚细亚，两次威胁到拜占庭帝國首都君士坦丁堡，并占领了阿非利加地区（今突尼斯一带）。公元718年，在第二次君士坦丁堡之围中战败后，阿拉伯人的攻势没能延续下去。阿拔斯王朝时期多次交换停火协议的情况下，双方关系趋于缓和，但冲突仍然存在。在阿拔斯和地方统治者的支持下，几乎每年都有军事袭击。这种僵持的状况持续到公元10世纪。
战争的最初几个世纪里，拜占庭帝國总是处于被动防守的状态。为避免与穆斯林在空旷的地带发生正面冲突，拜占庭帝國更愿意撤退到防守坚固的要塞当中去。在约740年后，拜占庭帝國才开始打反击，但阿拔斯王朝能利用对小亚细亚巨大而有毁灭性的入侵来实施报复。随着公元861年后阿拔斯王朝的衰落，拜占庭帝國马其顿王朝时的国力有所强大，战势逐渐逆转。在公元920年到976年这大约五十年间，拜占庭帝國终于打破了穆斯林的防守，重新夺回了北叙利亚与大亚美尼亚地区。战争的最后一个世纪主要是拜占庭帝國与法蒂玛王朝在叙利亚边境上的战事，但边境线却一直没有太大变化，直到1060年后塞尔柱突厥人的到来。
穆斯林在这场战争中开始使用海军。从公元650年开始，地中海便成为战场。地中海里的岛屿和海岸边的港口等聚落时常有军事冲突发生。穆斯林在9世纪末10世纪初占领了克里特岛、马耳他岛和西西里岛之后，取得了地中海的制高点，使得他们的舰船可以轻易地到达法国、达尔马提亚等地的海岸，甚至能到达君士坦丁堡周围。

## 背景
公元6世纪到7世纪拜占庭帝國与萨珊王朝之间冗长又逐渐加剧的战争使得双方都非常疲惫，在突然崛起的阿拉伯人面前显得十分脆弱。两国之间的战争最后以629年拜占庭皇帝希拉克略收回所有失地告终。然而他们都已经没有机会调整恢复了，就在几年之内，双方都遭到了阿拉伯人的猛攻，霍华德-约翰（Howard-John）将之比喻为"人海啸"。乔治·利斯卡（George Liska）认为正是双方这无休止又毫无必要的战争冲突给伊斯兰的迅速扩张給了良好的機會。
公元七世纪二十年代末，先知穆罕默德已经征服并用伊斯兰教义将阿拉伯人团结在了一起。在他的领导下发生了穆斯林与拜占庭帝國的第一次冲突。就在希拉克略与萨珊王朝达成波斯的撤军协议之后几个月，拜占庭帝國军队就面对了穆斯林大军。公元632年穆罕默德去世，之后阿布·伯克尔通过征战无可争议地控制了整个阿拉伯半岛，成为第一任哈里发，巩固了整个半岛的穆斯林势力。

## 634年—718年穆斯林的进攻
[[File:Map of expansion of Caliphate.svg|350px|thumb|right|阿拉伯帝国扩张示意图： 
 {{legend|#fad07d|公元661-750年，倭马亚王朝时期阿拉伯帝国的扩张]]

阿拉伯帝国扩张示意图：
公元622—632年，穆罕默德时期阿拉伯帝国的扩张
公元632—661年，四大哈里发时期阿拉伯帝国的扩张 legend|#fad07d|公元661-750年，倭马亚王朝时期阿拉伯帝国的扩张

穆斯林关于穆罕默德的传记中写道：先知获得的一份情报表明拜占庭帝國军队正关注阿拉伯北部地区并断言有意欲入侵阿拉伯的意图。穆罕默德带领一支军队北上打算先发制人。不过这个故事被证明是假的。如果这一事件确实发生过，那么这标志着对拜占庭帝國的第一次进攻。然而同时代拜占庭帝國记录中并没有阿拉伯的这一支远征军，很多细节都只来自穆斯林后期的资料有人认为一份629年的拜占庭帝國资料可能证明这一事件，但不能确定。阿拉伯人先与拜占庭帝國和萨珊王朝的附属国加萨尼、拉赫姆王国交战。总之，公元634年后，穆斯林开始了对这两个国家的全面入侵，占领了黎凡特、埃及和波斯等地。这期间最有名的将领有哈立德·本·瓦利德和阿姆鲁·本·阿斯。

### 634年—638年阿拉伯人征服叙利亚地区
正统哈里发的军队在黎凡特地区与拜占庭帝國皇家部队和当地雇佣军组成的军队交战。根据伊斯兰历史学家的说法，叙利亚不满拜占庭帝國统治的一神论者、犹太人欢迎来自阿拉伯半岛的侵略军。拜占庭皇帝希拉克略因身体不适无法再亲自率兵反抗公元634年阿拉伯人对叙利亚和巴勒斯坦等省份的征服。634年夏季一场战役里，正统哈里发的军队取得完胜。在哈立德·本·瓦利德的指挥下，穆斯林们于634年占领了大马士革。拜占庭帝國赶忙征调了所有可以调用的军队给一些大将，以期赶走穆斯林。
636年的雅尔穆克战役中，穆斯林把拜占庭帝國军队引诱至人形战场，导致拜占庭帝國的一场毁灭性失败，而以前这种地形以往拜占庭帝國一般都能避免。皇帝希拉克略在离开安条克回君士坦丁堡的饯别会上表达了自己的失望。他感叹道：“哦，叙利亚，愿和平降临于你！对敌人来说，这是多么好的一片土地！”12世纪时的拜占庭帝國神学家、史官约翰·佐纳拉斯这样描述叙利亚的丢失对拜占庭帝國的影响：“(...)以实马利的后裔在这（叙利亚的丢失）之后没有停止过对整个拜占庭帝國的入侵与掠夺。”
公元637年4月，时任耶路撒冷牧首投降，阿拉伯人终于在长时间的围城后拿下了耶路撒冷。637年夏天，穆斯林占领了加沙。同时，埃及与美索不达米亚地区的官员购买了一份昂贵的停火协议，换来了埃及三年、美索不达米亚一年的相对和平。公元637年末，安条克城被攻破。至此，穆斯林占领了几乎整个北叙利亚地区（美索不达米亚因为一年停火协议除外）。公元638—639年，停火协议有效期满，阿拉伯人蹂躏了美索不达米亚和亚美尼亚地区，在占领了亚实基伦等城后，结束了对巴勒斯坦的征服。639年12月，穆斯林离开巴勒斯坦入侵埃及。

### 639年—698年阿拉伯人征服北非

#### 征服埃及与昔兰尼加
到公元641年拜占庭皇帝希拉克略逝世之时，拜占庭帝國已经失去了大量埃及领土。公元637—638年，整个叙利亚都落入穆斯林手中。在639年末640年初，阿姆鲁·本·阿斯率领3500到4000士兵从巴勒斯坦进入埃及。祖拜尔（Al-Zubayr）为之持续不断地提供了大约12000人的援军。阿姆鲁一上来包围并攻下了埃及的巴比伦城，之后进攻亞歷山卓城。拜占庭帝國对溃败得如此之快感到震惊。由此又引发内部分裂，最终于642年9月放弃了亚历山大。亚历山大城的陷落结束了拜占庭帝國在埃及的统治，也扩大了穆斯林在北非的攻势。公元643—644年间，阿姆鲁征服了昔兰尼加地区。欧麦尔死后，奥斯曼接替其哈里发的位置。
在奥斯曼统治期间，拜占庭海军曾在645年短暂地赢回过亚历山大，但在646年再次丢失。公元652年穆斯林突袭了西西里岛。塞浦路斯和克里特岛在653年被占领。阿拉伯史学家说，当地科普特人（埃及基督徒）像当年耶路撒冷的一神论者一样欢迎阿拉伯人的到来。这些丰饶的行省的陷落使得拜占庭帝國失去了宝贵的小麦供给，导致接下来几十年拜占庭帝國食物的短缺与军队的疲软。

#### 征服阿非利加地区
公元647年，阿卜杜拉·伊本·赛耳德率领阿拉伯军队入侵阿非利加，很快便征服了的黎波里塔尼亚。史贝特拉城（Sufetula）被攻下后，阿拉伯人距离迦太基只剩240千米了。时任阿非利加总督格雷戈里（Gregory）叛乱，独自称帝。但称帝后很快就遭到阿拉伯人的入侵，自己也在史贝特拉被杀。公元648年，格雷戈里的继任者在承诺每年进贡大量金钱后休战，阿卜杜拉满载战利品回到埃及。
阿拉伯帝国内战后，穆阿威叶一世开创了倭马亚王朝。倭马亚王朝时期，穆斯林已完全占领拜占庭帝國剩余的北非领土，还占领了大量马格里布地区。穆斯林发展了海上力量后，在柏柏尔将军塔里克·伊本·齐亚德的带领下，跨过直布罗陀海峡入侵已被西哥特人占据的伊比利亚半岛。穆斯林在公元695—698年间占领并摧毁了迦太基要塞。阿非利加的失去意味着拜占庭帝國在西地中海的控制权遭到了急速扩张的阿拉伯海军的挑战。
穆阿威叶开始巩固他拥有的从咸海到埃及广大领土的阿拉伯帝国。设置了埃及总督后，他于公元663年开始袭击安纳托利亚。为防止埃及遭到“拜占庭帝國军队来自昔兰尼加的侧翼进攻”，一支有四万人阿拉伯军队在北非发动战役，在击败三万人的拜占庭帝國部队后拿下了巴尔卡。
欧格白（Uqba ibn Nafi）从大马士革带来了一支一万人的冲锋队。公元670年，为方便阿拉伯人之后的军事进攻，现突尼斯境内的凯鲁万城建立。这座城日后将成为中世纪时期阿拉伯伊斯兰世界的一个重要文化中心。此后欧格白率军“刺入这国家的心脏地带，横跨荒野到他的继任者将会建立伟大的非斯与摩洛哥的地方，抵达大西洋岸与大沙漠的边缘。”在征服马格里布的过程中，他占领了贝贾亚和丹吉尔这两个海滨城市，拜占庭帝國的古老行省廷吉斯毛里塔尼亚到此结束。某史学家解释道：
|  | 在对拜占庭帝國和柏柏尔人的战争中，阿拉伯的酋长们极大地扩大了在非洲的领地。早在682年欧格白就抵达了大西洋海岸，但他没能占领丹吉尔，因为一个叫尤利安伯爵的传奇人物使他被迫转向了阿特拉斯山脉。 |

### 对安纳托利亚的进攻，包围君士坦丁堡
穆斯林对近东的第一波攻势退潮后，奇里乞亚附近出现了一个很宽的边界，与托鲁斯山脉一道，把穆斯林手中的叙利亚与拜占庭帝國手里的安纳托利亚平原分隔开。希拉克略和欧麦尔都在这一区域采取毁灭性政策，想把这里变成双方有效地屏障。
然而，倭马亚王朝仍把彻底征服拜占庭帝國作为它的终极目标。伊斯兰教义使得他们认为拜占庭帝國公民都是异教徒，应该被扔进“战争之屋”。正如伊斯兰学者休·肯尼迪所说：“穆斯林更愿意进攻，而不喜欢总会被冲突打断的和平。但事实上是，军事冲突总是被临时的停火打断。（对穆斯林来说）真正的和平只可能是敌人接受伊斯兰教，或者成为他们的附属国。”穆斯林的海上力量也极大地挑战了拜占庭海军，他们袭击了拜占庭帝國的多个岛屿和海岸港口与城市。公元655年，拜占庭海军在吕基亚的菲尼凯附近海域大败给人数占劣势的穆斯林。自此，“罗马湖”便开始逐步沦入阿拉伯人手中。在这期间，地中海东部的贸易也因此中断。使得东西方的交流被阻隔：“在古代以及中世纪中期，从意大利乘船到亞歷山卓是件司空见惯的事。然而在伊斯兰教扩张初期，这两个地方是多么遥远，以至于连对方最基本的信息都不了解。”（肯尼迪）从641年开始，穆阿威叶也逐步展开了对安纳托利亚的大规模侵袭。这些部队意在掠夺、削弱拜占庭帝國的实力，也是对拜占庭帝國侵袭的报复，最终为接下来三个世纪的战争打下了基础。
公元656年开始的阿拉伯帝国内战给了拜占庭帝國一次宝贵的喘息机会。时任拜占庭皇帝君士坦斯二世利用这段时间加强防御，巩固扩张了在亚美尼亚的权威。最重要的是，他开始了一项影响深远的军队、行政改革，把安纳托利亚分成了若干不同的行政区。这一改革成为了接下来几个世纪里拜占庭帝國防御系统的支柱。
赢得了阿拉伯帝国内战后，穆阿威叶在阿非利加、西西里等地发起了针对拜占庭帝國的进攻。到了670年，穆斯林舰队已经闯入了马尔马拉海，并且在基齐库斯过冬。四年后，大量穆斯林舰船重新出现在了马尔马拉海，并于基齐库斯重建了一个基地。在那儿他们随心所欲地袭击拜占庭帝國的海岸。676年穆阿威叶从陆地派了支部队入侵君士坦丁堡，开始了阿拉伯人对君士坦丁堡的第一次围城。君士坦丁四世使用了一种由一位来自叙利亚的基督徒难民发明的，叫“希腊火”的毁灭性武器，于678年在马尔马拉海击退了穆阿威叶的进攻，解除了包围。撤退的穆斯林舰队因为风暴损失了很多，又在海上遭到突袭，失去不少士兵。
穆罕默德的最后一位朋友艾郁普（Eyup）在这次围城中阵亡。如今对于穆斯林来说，他的墓是伊斯坦布尔最神圣的景点之一。拜占庭帝國的这场胜利使得阿拉伯人近三十年都没有入侵欧洲。
紧接着阿拉伯人在君士坦丁堡失利的是整个庞大的帝国不佳的运气。爱德华·吉本写道：“感叹着新世界的穆斯林们，无法保证他们最近的战利品。希腊人与非洲人的背叛，使得他们不得不放弃了大西洋海岸。”第二任阿非利加总督忙于平叛，最终在一场被叛军包围的战役中被杀。他的继任者被君士坦丁堡派来的一支强大的军队推翻。君士坦斯四世派遣的这支部队目的是收复迦太基。在公元680年穆阿威叶的去世与685年阿卜杜勒-马利克的上任之间，发生在阿拉伯半岛与叙利亚的第二次阿拉伯帝国内战牵扯到四位哈里发。这次内战持续到公元692年叛军头目的阵亡。
希拉克略王朝最后一任皇帝查士丁尼二世时期的状况“反应了那个时代普遍的混乱”。查士丁尼二世与阿拉伯人达成了一项停火协议，共同拥有亚美尼亚、东伊比利亚与塞浦路斯。然而在692年赛巴斯托城战役惨败后，穆斯林占领了整个亚美尼亚。查士丁尼二世在公元695年被废黜，但于705年重新登上皇位。公元698年，迦太基再次沦陷。查士丁尼二世第二次在位期间，小亚细亚频繁动乱，对阿拉伯人也节节败退。
查士丁尼的两次被废之后，帝国内部都出现了连续的混乱与叛乱，期间出现了一些既缺乏支持又缺乏合法性的皇帝。这时倭马亚王朝乘机巩固了其在亚美尼亚和奇里乞亚的统治，并开始筹划针对君士坦丁堡的再一次进攻。拜占庭帝国将军利奥在公元717年3月夺取了皇位。此时大量穆斯林军队在负有声望的倭马亚王子和将军马斯拉马·本·阿卜杜勒－马利克带领下向拜占庭帝國首都前进。据称，这一军队有12万人和1800艘船只。无论数字具体是多少，这是一支庞大的军队，远多于拜占庭帝國。不过由于君士坦丁堡的防御刚被整修加固过。此外，保加利亚可汗同意从后部骚扰阿拉伯军队。
君士坦丁堡被穆斯林从公元717年7月开始从陆上与海上包围直到718年8月。穆斯林们在城周围建造了大量的围墙对垒，意图孤立君士坦丁堡。但在他们打算从海上封锁时，却被希腊火击退。由于阿拉伯舰船距离城墙较远，君士坦丁堡的补给线还算较为顺畅。由于不得不将包围延续到冬季，围城的阿拉伯军队因为寒冷和缺乏供给而遭受了令人震惊的伤亡。第二年春，新任阿里发欧麦尔二世派来援军。援军有从海路来自阿非利加和埃及的，有从陆路来自小亚细亚的。但阿拉伯的新舰船上的海员大多是基督徒，他们便开始大规模叛乱。走陆路的军队也在比提尼亚遭到了埋伏。饥饿与疾病在阿拉伯军营中肆虐，使得他们不得不在公元718年8月15日放弃围城。阿拉伯人在撤退途中又遇到了风暴与圣托里尼的火山喷发。

## 718年-863年边境线上的僵持
随着718年包围君士坦丁堡的失败，穆斯林对基督教世界的第一波征服结束了。双方沿着东安纳托利亚众多山脉的边境线也趋于稳定。军事冲突仍在继续，却日渐仪式化，阿拉伯人完全占领拜占庭帝國的意图的前景也不明。这期间，两国外交官的走动变得频繁与常规化，也有些互惠的外交成果。为应对伊斯兰教的威胁，在公元8世纪前半期到达顶峰的伊苏里亚王朝开始了毁坏圣像运动。这一运动在786年一度中止，后于九世纪二十年代恢复，最终在公元843年结束。马其顿王朝时期，鉴于当时的阿拔斯王朝走向衰弱与分裂，拜占庭帝國逐渐夺回战争主动权，在十世纪时夺回大量领土。

### 倭马亚王朝末期；毁坏圣像运动的兴起
倭马亚王朝在占领君士坦丁堡的企图失败后，注意转移到了其它地方，拜占庭帝國因此在亚美尼亚取得了一些胜利。到了720/721年，阿拉伯人又开始进攻安纳托利亚。不过这次他们已经不打算征服这里了，只是掠夺毁坏了一些乡野，很少进攻要塞与大型聚落。所以，在倭马亚王朝末期与阿拔斯王朝前期，双方的边境线在托鲁斯与前托鲁斯山脉一带趋于稳定。在阿拉伯一侧，占领的奇里乞亚省与它的阿达纳、摩普绥提亚以及塔尔索等城在阿拔斯王朝初期得到重建与加固。同样地，上美索不达米亚的一些城市（如马拉什）变成军事中心。这两个区域成为了叙利亚地区的前哨阵地。
倭马亚王朝和之后的阿拔斯王朝都把每年对“传统的敌人”的进攻看作圣战一个不可分割的部分，并很快形成了固定的模式：一到两支夏季远征军，伴有海上力量或冬季远征军。夏季远征军一般分为两股：左翼从奇里乞亚出发，以叙利亚人为主，右翼人数较多，从马拉蒂亚出发，以美索不达米亚人为主。由于拜占庭帝國坚固的防守，阿拉伯人的进攻很大程度上被限制在边缘地区，最远只能到达安纳托利亚平原中部，很少能够抵达外围海岸。
不过，在激进的哈里发穆阿威叶二世时期，有一些有才华的将领（比如几个王子），阿拉伯军队也很有战斗力。这期间拜占庭帝國仍然在为生存而挣扎。“前线的省份都是些被战争摧毁的城市的废墟和荒芜的村落。人们宁愿去坚固的城堡和难以靠近的山区，因为帝国的军队难以给人带来安全感。”（休·肯尼迪）由于阿拉伯帝国的入侵与包括火山喷发在内的一系列自然灾害，拜占庭帝國皇帝利奥三世认为帝国失去了神佑。他的注意力转移到一些主教对偶像崇拜的问题上来了。公元726年，利奥三世颁布了《禁止崇拜偶像法令》，并于730年召开宗教会议。这些决定遭到了人民和教会，尤其是罗马教宗的强烈反对，这是利奥没有考虑到的。沃伦·特雷德戈尔德写道：“他以为无需与教会商量，故对于如此高涨的反对之声感到震惊。”这场偶像崇拜之争不仅削弱了拜占庭帝國的力量，也是君士坦丁堡教会与罗马教会大分裂的关键因素。
倭马亚王朝与可萨人的战争分散了他们的注意力。利奥三世与可萨人结盟，并让自己的儿子君士坦丁五世迎娶了可萨公主。只有730年代末期穆斯林的进攻才有些威胁。但拜占庭帝國在安纳托利亚的大捷与阿拉伯帝国内部的混乱使得穆斯林的进攻不得不中止。因此君士坦丁五世采取了激进的姿态，他不仅在741年攻击了阿拉伯人的军事基地马拉基亚，还取得了更多地胜利。这些胜利被利奥三世和他的儿子君士坦丁五世解释为上帝重新眷顾的迹象，巩固了拜占庭帝國的破坏圣像主义。

### 阿拔斯王朝
与倭马亚王朝不同，阿拔斯王朝的哈里发们没有采取积极的扩张政策，或者说，他们对领土的现状表示基本满意。一些报复性的，先发制人的战役是想保住前线，给拜占庭帝國留下深刻的印象。在阿拉伯帝国内乱期间失去战斗力的远征军在大约780年后有重新振作起来。作为穆斯林世界的象征，阿拔斯哈里发每年前往麦加的朝觐都会被跟踪宣传。边境上连年的战争使得叙利亚与伊拉克地区的军事精英们有事可干，更多人加入到圣战的行列中来。
意欲强调自己对伊斯兰教的虔诚和在穆斯林世界的权威，阿拔斯王朝第五任哈里发哈伦·拉希德是王朝初期最热衷于对拜占庭帝國作战的统治者。他在靠近前线的拉卡亲自督战，786年沿着北叙利亚建立了第二道防线，并于806年率大军入侵安纳托利亚。这是阿拔斯王朝历史上入侵拜占庭帝國最大规模的一支部队。然而阿拔斯王朝时期在戰爭中的主動權已明顯開始不如倭马亚王朝。除了哈伦·拉希德的进攻，“大使得以存在是阿拔斯王朝承认拜占庭帝國是一支不可忽视、必须平等对待的力量的标志。”（肯尼迪）
拜占庭帝國内部出现了叛乱。在哈里发马蒙的支持下，托马斯带领阿拉伯军队攻占了東羅馬帝國第二大城市塞萨洛尼基，不过很快就被拜占庭帝國夺回来了。托马斯在公元821年包围君士坦丁堡，但没能攻入城墙，只得撤退。
阿拉伯人并未放弃小亚细亚，哈里發穆阿台綏木在838年开始了另一场对阿摩利阿姆的入侵，儘管最後841年狄奧斐盧斯戰敗，一系列的大規模戰役之後雙方都損失不小，而穆阿台綏木過世也替戰爭劃下休止符，阿拔斯王朝隨後陷入各種內憂外患而國勢日衰，東羅馬的大規模軍事行動開始轉移至法蒂瑪王朝等新興哈里發政權。

### 对意大利和西西里、克里特岛的进攻
当东方出现了相对稳定的格局时，阿布拉比德家族在九世纪二十年代开始逐渐征服西西里岛。以突尼斯作为跳板，阿拉伯人在公元831年征服巴勒莫，842年征服墨西拿，859年征服恩纳，最终于878年占领锡拉库萨。之后，克里特岛又被一群安达卢斯的流亡者占据，他们在那里建立了克里特島埃米爾國，破坏了爱琴海岸的稳定。

## 863年到11世纪东罗马帝国的反攻
随着公元867年拜占庭帝國进入马其顿王朝统治下的盛世和861年后阿拔斯王朝内部派系的分立，巴西尔一世带领拜占庭帝國在一系列领土扩张后重新成为了欧洲最强大的国家，宗教上也与罗马教廷保持了良好的关系。巴西尔二世也与神聖羅馬皇帝路易二世结盟共同对抗阿拉伯军队。在双方的互相帮助下，路易二世在871年从阿拉伯人手中拿下巴里。这座城市在876年交给拜占庭帝國。尽管如此，拜占庭帝國在西西里岛的状况恶化。公元878年，锡拉库萨被西西里酋长国攻占。他们还在900年占据了卡塔尼亚，902年占领陶尔米纳。克罗地亚人也来围攻意大利南部，到了926年，已占据了阿普利亚。阿拉伯人占据着西西里岛直到1071年诺曼人的到来。
尽管拜占庭帝國失去了西西里岛，福卡斯家族的尼基弗鲁斯将军在公元880年成功地拿下了塔兰托和卡拉布里亚的大部分地区，为日后拜占庭帝國在亚平宁半岛的新统治奠定了基础。最重要的是，拜占庭帝國开始重新取得在地中海，尤其是亚得里亚海的霸权。之后，拜占庭帝國战胜了在马拉蒂亚和大数强大的阿拉伯人，并于930年代进军亚美尼亚。接下来的三十年里，福卡斯家族一直与哈姆丹王朝的阿勒颇埃米尔作战。最终，拜占庭皇帝尼基弗鲁斯二世不仅徹底摧毀了哈姆丹王朝的軍事力量，收复了奇里乞亚、北叙利亚和克里特，更曾多次重創白益王朝的軍隊並一度攻至巴格達。他的侄子、继任者约翰一世甚至将胜利推向南方，屢次重創法蒂瑪王朝的軍隊，几乎打到了耶路撒冷。但是约翰一世在976年的去世终结了帝国向巴勒斯坦的扩张。
平息了内部的争斗后，巴西尔二世在公元995年开始了对阿拉伯人的征讨。然而拜占庭帝國内戰和過長的對外戰線已经削弱了它在东部的地位。不仅如此，尼基弗鲁斯二世和约翰一世两位皇帝取得的领土濒临丢失：法蒂瑪王朝屢次擊敗邊境守軍，阿勒颇被围，安条克受到威胁。巴西尔二世親自在叙利亚地区赢得了若干场战役，解除了阿勒颇之围，並擊敗了意圖奪回大數的法蒂瑪王朝軍隊。他跨过奥龙斯特河，深入南方。尽管他暫時没有能力再进入巴勒斯坦收回耶路撒冷並徹底逐出法蒂瑪王朝在敘利亞的勢力，但他的胜利使得帝国遏止了法蒂瑪王朝在敘利亞的擴張並重获叙利亚地区的大部分领土，包括安条克牧首所在的大城市安条克。希拉克略后，拜占庭帝國还没有一个皇帝能将这片土地保留这么久。这次東羅馬帝國留住这片领土110年。公元1025年的拜占庭帝國“西到墨西拿海峡与北亚得里亚海，北到多瑙河与克里米亚，东到马拉蒂亚、埃德萨与幼发拉底河”。

## 结局
突厥人的到来和蒙古人的入侵中止了双方的战争。从11世纪和12世纪早期开始，拜占庭帝國的主要矛盾冲突转为与塞尔柱人的战争。公元1071年，拜占庭帝國於曼齐刻尔特战役中惨败后，在十字军的帮助下，重建了在中东的势力。同时，阿拉伯人主要与十字军作战，之后则抵抗蒙古人的入侵，尤其是金帐汗国和帖木儿人。
第二次十字军东征期间，鲍德温三世在1153年夺取了亚实基伦。由此，耶路撒冷王国得以进军埃及，并在1160年代短暂地占领过开罗。拜占庭皇帝曼努埃尔一世娶了耶路撒冷王国国王阿马尔里克一世的侄女安条克的玛丽亚，同时，阿马尔里克也娶了曼努埃尔一世的侄孙女玛丽亚·科穆宁。公元1168年，曼努埃尔与将来的大主教提尔的威廉正式签订盟约，并在第二年与阿马尔里克一同远征埃及。曼努埃尔带了超过200艘装载着围城器械和希腊火的舰船，威廉也帮助运送了大量科穆宁王朝军队的装备。曼努埃尔的策略是把十字军作为自己帝国的屏障。因为他相信控制埃及是第二次十字军东征决定行性的因素，所以他打算介入埃及事务。这将会巩固十字军在圣地的统治，也会为帝国收回丰饶的粮食产地。
此外，这也使得十字军与拜占庭帝國的联系更加紧密。阿马尔里克国王将他的耶路撒冷王国置于拜占庭帝國的保护之下，甚至整个王国都是拜占庭帝國的一部分。但这只是私人协定，只在这一代统治者上生过效。
这次进攻埃及本可以取得当地信仰基督的科普特人的支持，因为他们已在伊斯兰统治下作为二等公民生活五百多年了。然而，拜占庭帝國与十字军合作的失败葬送了这一次大好机会。拜占庭帝國舰队的粮草只支撑了三个月，等到十字军准备就绪，供给基本上耗光了。最终，舰队在一次对杜姆亚特不成功的进攻之后撤退了。两国在这次失败后都责怪对方，却都知道要依赖对方。双方的盟友关系得以维持。他们还制定了其它计划，但都没有实现。
塞尔柱苏丹基利杰阿尔斯兰二世利用这段时间扫除了对手，在小亚细亚崛起，东地中海地区的平衡发生了改变。曼努埃尔进攻埃及失败的影响在他死后仍持续存在。萨拉丁在公元1171年声称自己是埃及苏丹，他团结起埃及和叙利亚，导致了第三次十字军东征。同时，拜占庭帝國与拉丁王国的联盟随着1180年曼努埃尔一世的去世而结束。他也是最后一位对十字军有好感的皇帝。

## 影响
就跟这场旷日持久的阿拉伯-东罗马战争一样，它对参战双方的影响也十分久远。拜占庭帝國遭受了大量领土损失，永遠失去了其在中東和非洲的勢力。
同时阿拉伯人雖然在中东站稳了脚跟，然而在隨後和拜占庭帝國的長期戰爭削弱了最終以哈里發為首的阿拉伯人在伊斯蘭教的勢力。為了補充對拜占庭帝國戰爭的長期兵源損失，歷代哈里發被迫逐步提升諸如突厥人、波斯人等非阿拉伯人穆斯林的地位，導致眾多諸如白益王朝、塞尔柱王朝等非阿拉伯勢力的崛起，開始取代阿拉伯人在伊斯蘭的領導地位，此後阿拉伯人在穆斯林世界逐步淪為被統治者，直到19世紀在英國等列強支持下，反對奥斯曼帝国的阿拉伯獨立運動開始興起。
这期间，拜占庭帝國的重点由查士丁尼时代收复西部故土转变为反擊伊斯兰的进犯。由于没有了拜占庭帝國或阿拉伯帝國等強權的干预侵扰，这一局面极大刺激了西方天主教国家封建制度的成熟和经济上的自给自足。
此外，一些现代史学家认为这场战争一个重要的影响是加剧了罗马与君士坦丁堡的紧张关系。当拜占庭帝國在为抵抗穆斯林而分神时，它已无法再提供曾经给予教皇夠強的保护和控制。托马斯·伍兹认为，东罗马皇帝“不断地干涉教会，而自己国家的能力有限”。公元8世纪和9世纪的破坏圣像之争是“罗马天主教会投入法兰克人怀抱”的关键因素。所以，有人认为查理大帝是穆罕默德的间接产物：“若没有伊斯兰教，就不会有法兰克王国的存在；没有穆罕默德就没有查理曼大帝。”
神圣罗马帝国与拜占庭帝國的关系之后十分紧张。巴西尔写了封非常愤怒的信给神圣罗马皇帝，谴责他篡取了罗马皇帝的称号，信中巴西尔指出，法兰克人的统治者最多只能是个国王，只有东部帝國的统治者，也就巴西尔他自己，才可以用羅馬皇帝的称号。

### 引用
1. 1 2  The Empire's levies included Christian Armenians, Arab Ghassanids, Mardaites, Slavic peoples, and Rus'
2. ↑  "Ghassan." Encyclopædia Britannica. 2006. Encyclopædia Britannica Online. 18 October 2006 （页面存档备份，存于）
3. ↑  Theophanes the Confessor，第317-327頁
* Greatrex 2002，第217-227頁，II; Haldon 1997，第46頁; Baynes 1912，passim; Speck 1984，第178頁
4. ↑  Foss 1975，第746-47頁.
5. ↑  Howard-Johnston 2006，xv.
6. ↑  Liska 1998，第170頁.
7. ↑  Kaegi 1995，第66頁.
8. ↑  Nicolle 1994，第14頁.
9. ↑  Butler 2007，第145頁，"Muhammad", Late Antiquity.
10. 1 2  Kaegi 1995，第67頁
11. ↑  Nicolle 1994，第47-49頁.
12. 1 2  Kaegi 1995，第112頁
13. ↑  Nicolle 1994，第45頁.
14. ↑  .   [2016-02-07]. （原始内容存档于2013-10-11）.
15. ↑  Al-Baladhuri, The Battle of the Yarmuk (636) and after 的存檔，存档日期2013-10-11.; Michael the Syrian, Chronicle, II, 424
*Sahas 1972，第19-20頁
16. ↑  Quoted by Sahas (1972), 20 (note 1)
17. ↑  Zonaras，CXXXIV, 1288
*Sahas 1972，第20頁
18. ↑  Runciman 1987，i, 3.
19. ↑  Kennedy 1998，第62頁.
20. ↑  Butler 2007，第427-428頁.
21. ↑  Davies 1996，第245, 252頁
22. ↑  Butler 2007，第465-483頁.
23. 1 2  Read 2001，第51頁
24. ↑  Haldon 1999，第167頁.
25. ↑  Stathakopoulos 2004，第318頁.
26. ↑  Treadgold 1997，第312頁.
27. ↑  Theophanes the Confessor，第645-646頁
* Haldon 1990，第55頁
28. ↑  Fage & Tordoff 2002，第153-154頁.
29. ↑  Norwich 1990，第334頁.
30. ↑  Durant 1950.
31. ↑  The Islamic World to 1600: Umayyad Territorial Expansion 的存檔，存档日期2006-11-29..
32. ↑  Clark 1978，第637頁.
33. 1 2  Gibbon，Chapter 51.的存檔，存档日期2005-07-21.
34. ↑  Luis Garcia de Valdeavellano, Historia de España. 1968. Madrid: Alianza.
  - Quotes translated from the Spanish by Helen R. Lane in Count Julian by Juan Goytisolo. 1974. New York: The Viking Press, Inc. ISBN 0-670-24407-4
35. ↑  Kaegi 1995，第236-244頁.
36. 1 2  Kennedy 2004，第120頁
37. ↑  Pryor & Jeffreys 2006，第25頁.
38. ↑  Treadgold 1997，第313-314頁.
39. ↑  Kennedy 2004，第120, 122頁.
40. ↑  Kaegi 1995，第246-247頁.
41. 1 2  El-Cheikh 2004，第83-84頁
42. ↑  Treadgold 1997，第314-318頁.
43. ↑  Treadgold 1997，第318-324頁.
44. ↑  Treadgold 1997，第325-327頁.
45. ↑  The Walls of Constantinople, AD 324–1453 的存檔，存档日期2007-09-27., Osprey Publishing, ISBN 1-84176-759-X.
46. ↑  Karen Armstrong: Islam: A Short History. New York, NY, USA: The Modern Library, 2002, 2004 ISBN 0-8129-6618-X
47. 1 2  Davies 1996，第245頁
48. 1 2  1911 Encyclopædia Britannica .   [2008-03-01]. （原始内容存档于2008-03-01）.
49. ↑  Treadgold 1997，第337-345頁.
50. ↑  Treadgold 1997，第346-347頁.
51. ↑  Treadgold 1997，第347頁.
52. ↑  Treadgold 1997，第347-349頁.
53. ↑  Treadgold 1997，第349ff頁
54. ↑  Kennedy 2004，第143, 275頁.
55. ↑  Blankinship 1994，第117-119頁
56. ↑  El-Cheikh 2004，第83頁.
57. ↑  Blankinship 1994，第119-121, 162-163頁.
58. ↑  .   [2012-08-27]. （原始内容存档于2017-05-30）.
59. ↑  Treadgold 1997，第350–353頁.
60. ↑  Whittow 1996，第139-142頁.
61. ↑  Davis 1996，第273頁
62. 1 2  Davis 1996，第246頁
63. ↑  Blankinship 1994，第20, 168-169, 200頁.
64. ↑  Treadgold 1997，第354-355頁.
65. ↑  El Hibri 2011，第302頁.
66. ↑  El Hibri 2011，第278-279頁.
67. ↑  Kennedy 2001，第105-106頁.
68. ↑  El Hibri 2011，第279頁.
69. ↑  Kennedy 2001，第106頁.
70. ↑  El-Cheikh 2004，第89-90頁.
71. ↑  Kennedy 2004，第143-144頁.
72. ↑  El-Cheikh 2004，第90ff頁.
73. ↑  Kennedy 2004，第146頁.
74. 1 2  Norwich 1998
75. ↑  Davis 1996
76. ↑  Rački 1861，第15頁.
77. 1 2  Read 2001，第65-66頁
78. 1 2  William of Tyre
79. ↑  Angold 1997
80. ↑  Nicolle 2005
81. ↑  Davis 1996，第257頁
82. ↑  Woods 2005
83. ↑  Pirenne 1925; Pirenne 2001.
84. ↑  Dölger 1924，第59頁，№487.

## 扩展阅读
- 休·肯尼迪. . Ashgate Publishing. 2006. ISBN 0-7546-5909-7.